# Harrison Omokoh
Harrison Omokoh (Warri, 12 dicembre 1981) è un ex calciatore nigeriano, di ruolo difensore.

## Carriera

### Club
Ha collezionato oltre 100 presenze nella massima serie ucraina con varie squadre.

### Nazionale
Nel 1999 ha giocato una partita con la nazionale nigeriana.